# 劉寶楠

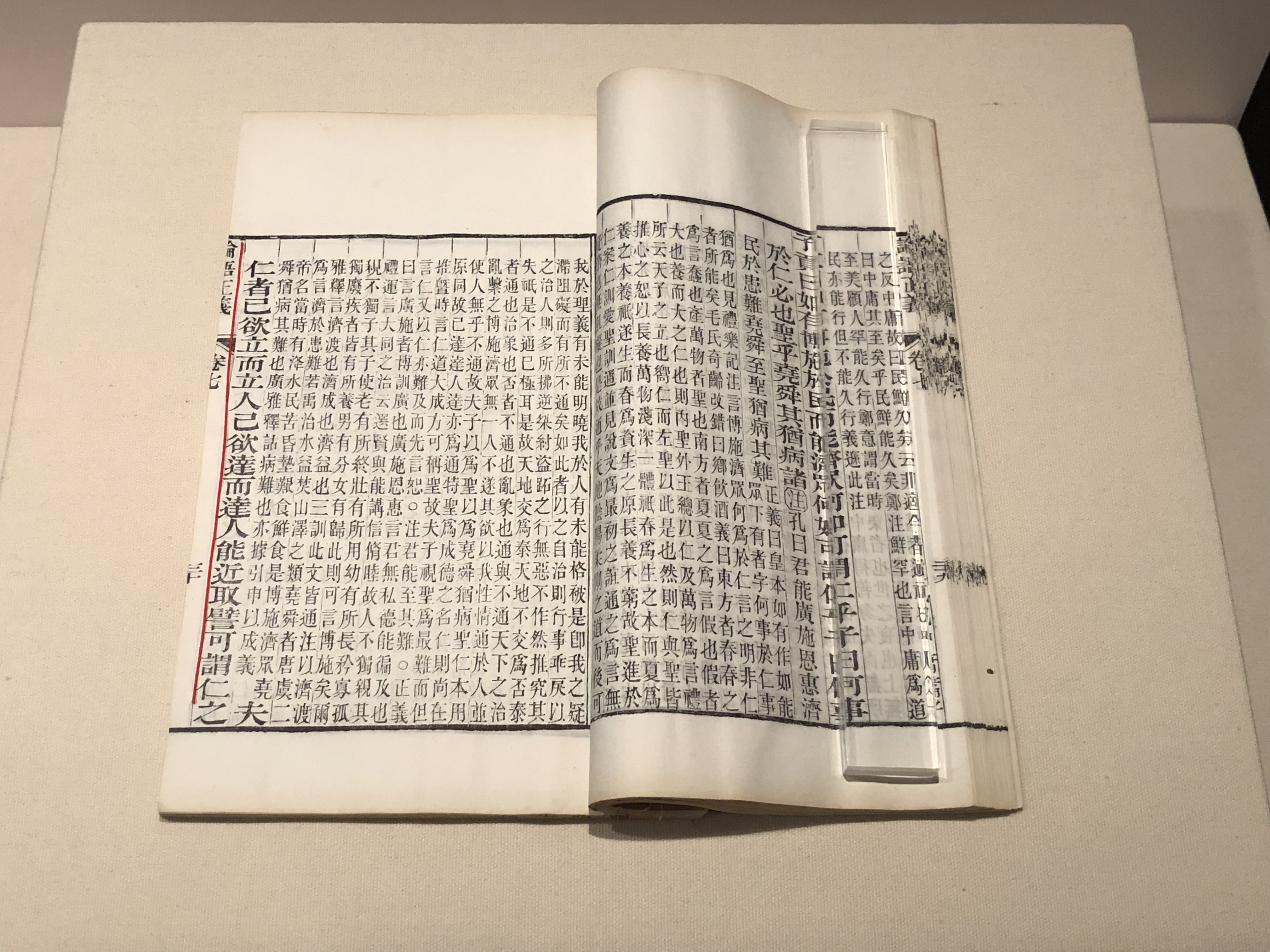
论语正义二十四卷 清同治五年（1866）刻重印本。“夫仁者，己欲立而立人，己欲达而达人。”

劉寶楠（1791年—1855年），字楚桢，号念楼，江苏宝应人。清朝官员、揚州學派人物。與劉文淇並稱「揚州二劉」，有子劉恭冕。與劉台拱、劉恭冕並稱「寶應劉氏三世」。

## 生平
乾隆五十六年（1791年）生，五岁丧父，母乔氏獨自養成，由族叔劉台拱教習。嘉庆二十四年（1819年）优贡，道光十五年中举人，道光二十年（1840年）中进士，历任文安、元氏、三河、宝坻等县知县，敕授文林郎。

## 著作
著有《論語正義》二十四卷（由其子刘恭冕完成）、《释谷》四卷、《汉石例》六卷、《宝应图经》六卷、《胜朝殉扬录》三卷、《文安堤工录》六卷，诗文集《念楼集》等。

## 延伸阅读
[在维基数据编辑]
 《清史稿·卷482》，出自趙爾巽《清史稿》
 在维基共享资源阅览影像